# Hans Wilhelm von Meerheimb

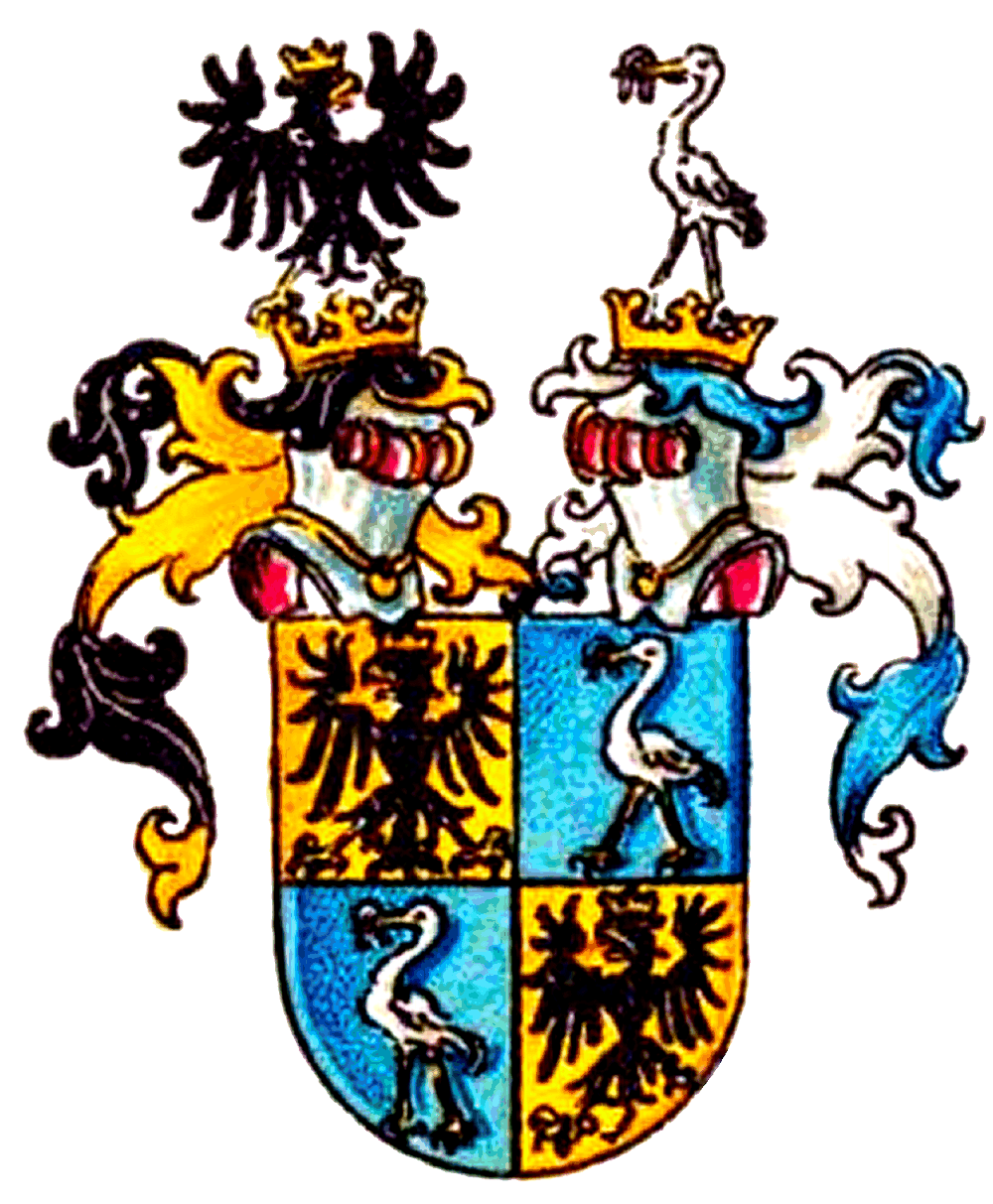
Wappen der Freiherren von Meerheimb

Hans Wilhelm Freiherr von Meerheimb, ursprünglich Hans Wilhelm von Meerheim (* 3. Dezember 1620 in Altenburg; † 26. Dezember 1688 in Gnemern) war ein deutscher Offizier in kaiserlichen und dänischen Diensten. Er ist der Stammvater der Freiherren von Meerheimb.

## Leben
Hans Wilhelm von Meerheimb war ein Sohn des kursächsischen Offiziers Heinrich von Meerheim und dessen Frau Anna, geb. von Winkelholz. Er wuchs in Dresden auf. In den Wirren des Dreißigjährigen Kriegs verließ Hans Wilhelm sein Elternhaus schon im Alter von acht Jahren und schloss sich der sächsischen Armee an, wo er zunächst als Page diente. Als er 18 wurde, kam er als Cornet in das kaiserliche Bucksche Regiment. 1643 wurde er Rittmeister im Buchheimschen Regiment. 1651 erfolgte seine Beförderung zum Obristwachtmeister (Major) und 1655 zum Obristlieutenant im Regiment des Feldmarschalls Melchior von Hatzfeldt. Danach wechselte er in die Leibgarde des Marschalls Raimondo Montecuccoli, über die er als Oberst das Kommando übernahm.

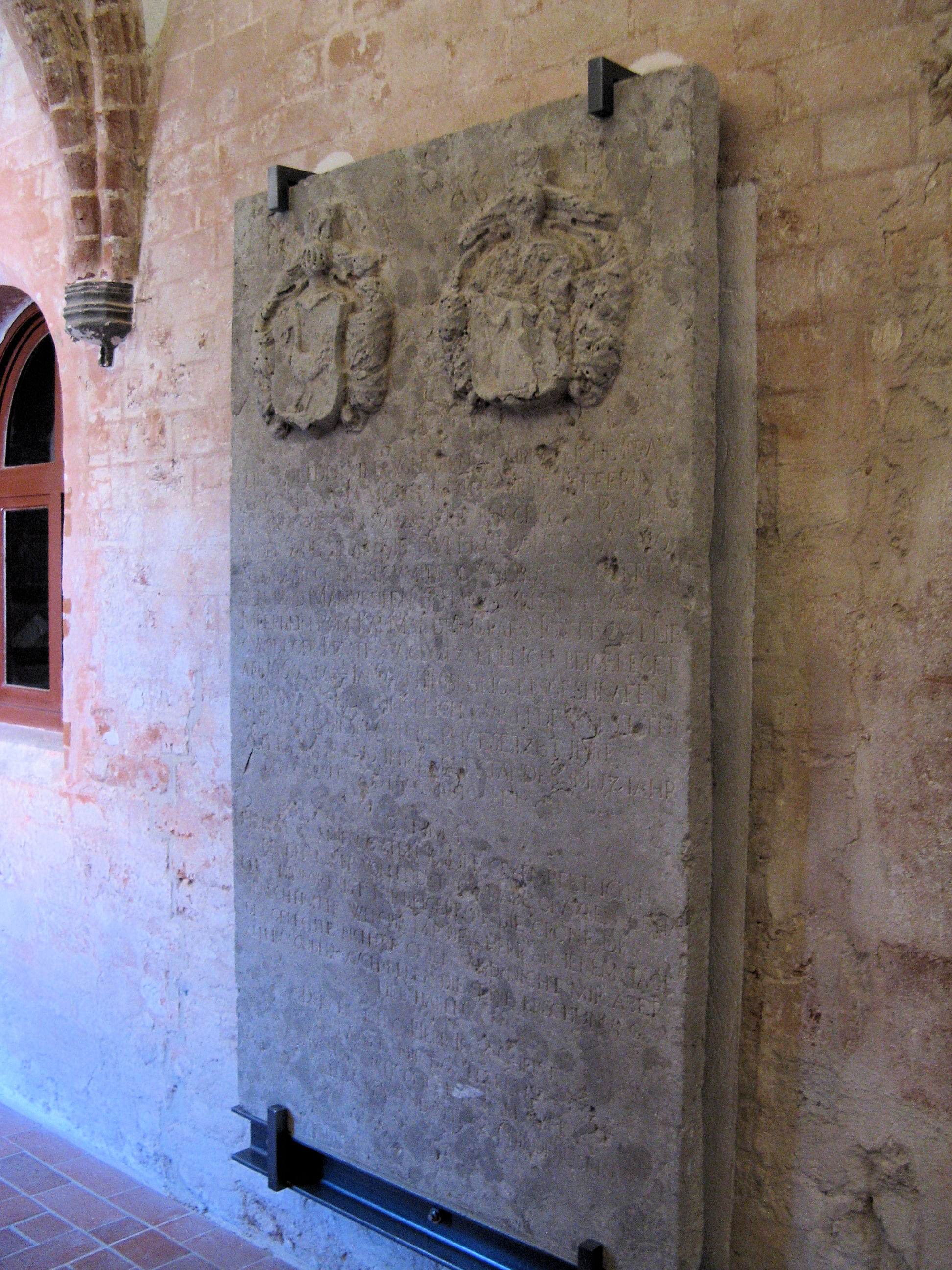
Grabstein für Hans Wilhelm von Meerheimbs erste Frau Anna Sabina im Kreuzgang des Klosters Dobertin

Gegen Ende des Zweiten Nordischen Krieges kam Meerheimb mit der von ihm befehligten Garde 1660 nach Mecklenburg. Nach dem Frieden von Oliva (1. Mai 1660) zogen sich die kaiserlichen und brandenburgischen Truppen durch Mecklenburg zurück. Die kaiserlichen Truppen lagen zum Teil lange Zeit in der Stadt und in der Umgegend von Parchim. Meerheimb lag mit der Garde zu Dobbertin. Er hatte seine erste Frau Anna Sabina, geb. von Hefer (Heber) (* 1622 im oberschlesischen Rauden), 1644 in Glatz, Grafschaft Glatz (seit 1945 Kłodzko) geheiratet. Sie verstarb am 6. Januar 1660 und wurde im Kloster Dobbertin beigesetzt. Ihre Grabplatte ist dort im westlichen Kreuzgang erhalten. Im oberen Teil befinden sich zwei im Positivrelief ausgeführte Vollwappen. Nur wenige Monate nach dem Tode seiner ersten Ehefrau heiratete er in Rostock in zweiter Ehe am 29. Mai 1660 Eleonore Dorothea von Oertzen (* 25. September 1639; † 1705), die jüngste Tochter von Jaspar (III.) von Oertzen auf Roggow (heute Ortsteil von Rerik) und Nichte von Oelgard von Passow. Als er im folgenden Jahr nach Ungarn ziehen sollte, nahm er seinen Abschied aus kaiserlichen Diensten.
Am 17. Juli 1661 erwarb er das Gut Gnemern (heute Ortsteil von Jürgenshagen). Kurz darauf, am 10. August 1661, erhob ihn Kaiser Leopold I. unter dem Namen von Meerheimb in den böhmischen Freiherrnstand. 1675 konnte er noch Gischow als Pertinenz zu Gnemern erwerben. Beide Güter blieben bis 1945 in der Familie.
Als der Schonenkrieg ausbrach, ging er 1675 noch einmal in Militärdienste. Als königlich dänischer Generalmajor und Kommandant des Leibregiments zu Pferde befehligte er die Belagerung von Wismar. In Schonen war er 1676 an den Kämpfen um Lund und Karlskrona beteiligt und wurde zeitweilig Gouverneur von Kristianstad. Nach dem Frieden von Lund  war er noch bis 1681 Gouverneur von Lolland und Falster, dann kehrte er auf seine mecklenburgischen Güter zurück.

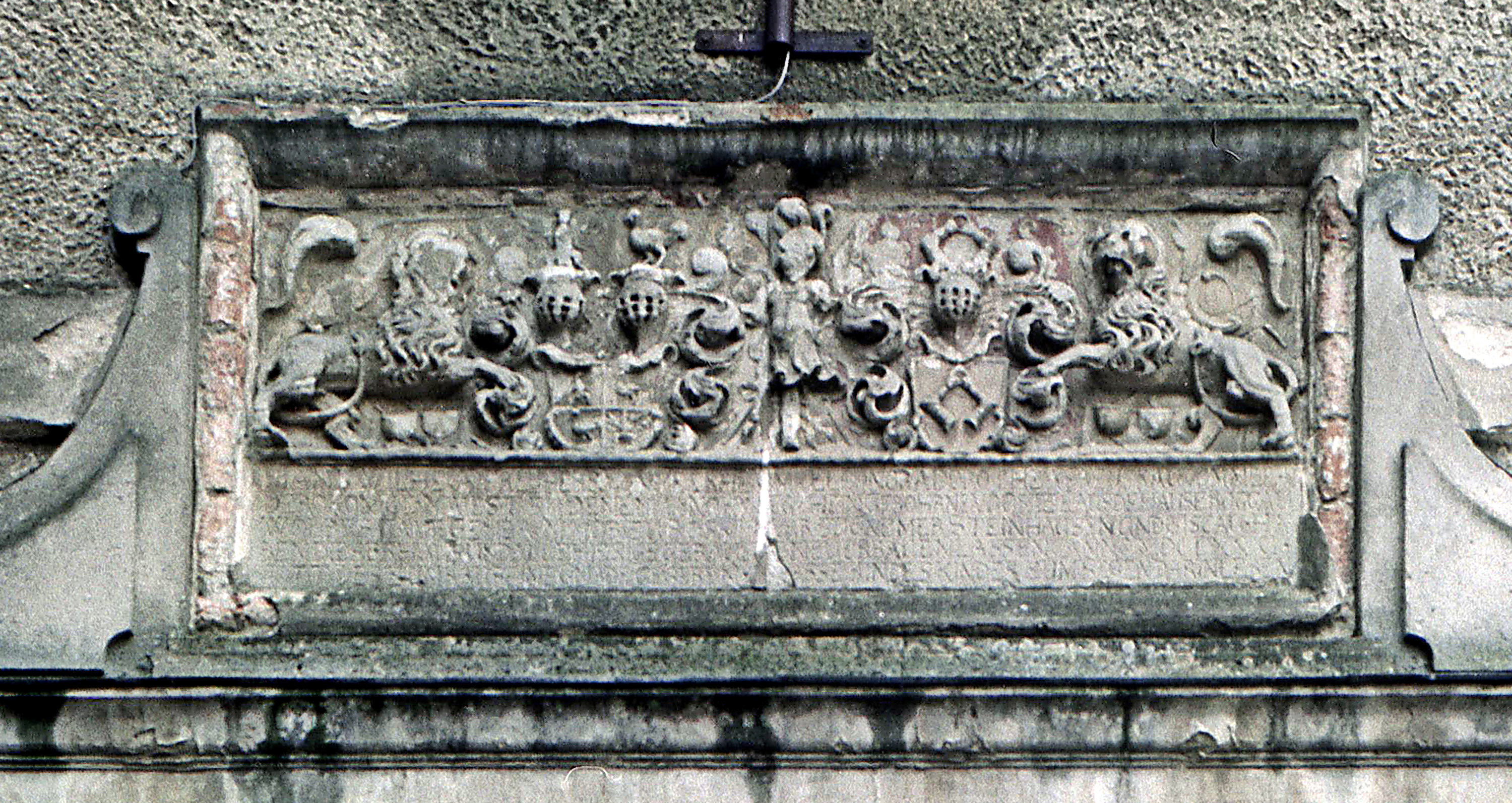
Allianzwappen Meerheimb/Oertzen am Herrenhaus Gnemern (1987)

Zwischen 1682 und 1685 ließ Hans Wilhelm von Meerheimb das Herrenhaus Gnemern auf den Resten einer aus dem 14. Jahrhundert stammenden Burganlage mit Wehrgraben errichten. Hier starb er am Weihnachtsfest 1688. Erst im April 1689 konnte sein Leichnam im von ihm erworbenen Erbbegräbnis, der Meerheimbschen Kapelle, in der Rostocker Marienkirche beigesetzt werden. Der Landrat Philipp Cuno von Bassewitz hielt ihm die Trauerrede, die auch gedruckt wurde. Meerheimbs Epitaph, dessen Hauptschmuck Wappen und Helmzier sind, und das den Übergang von der Spätrenaissance zum Barockstil veranschaulicht, befindet sich an der Ostwand der Kapelle. Unmittelbar daneben waren an der Wand Meerheimbs eiserne Rüstung, sein Schwert und sein Degen samt Fahnenstaken angebracht.
Als Gutsherr von Gnemern war Hans Wilhelm von Meerheimb auch Inhaber des Kirchenpatronats der Dorfkirche Berendshagen. Er sorgte dafür, dass die nach dem Krieg heruntergekommene Kirche renoviert wurde und stiftete 1668 den Altar. Aus seinem Testament und mit Geldern seiner Witwe und des Sohnes, des dänischen Capitains Christian Friedrich von Meerheimb († 1701) konnte 1702 die Kanzel erneuert werden, ebenso war es dadurch möglich, „beide Kirchenböden und die Kirchenthür neu [zu] verfertigen und 1702 mit der ganzen übrigen Kirche […] neu anmalen“ zu lassen. Daran erinnert eine Tafel in der Kirche.

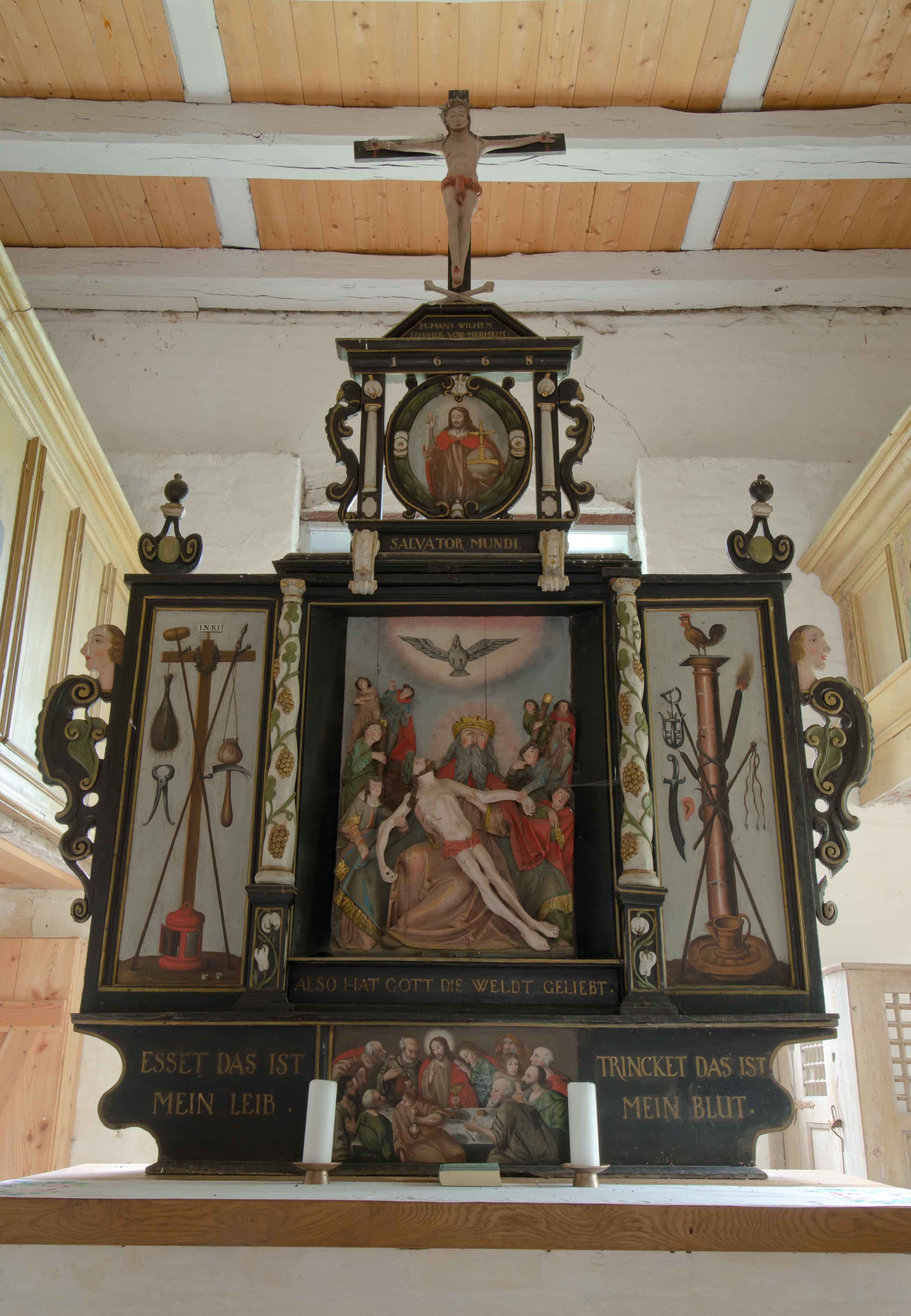
Altar
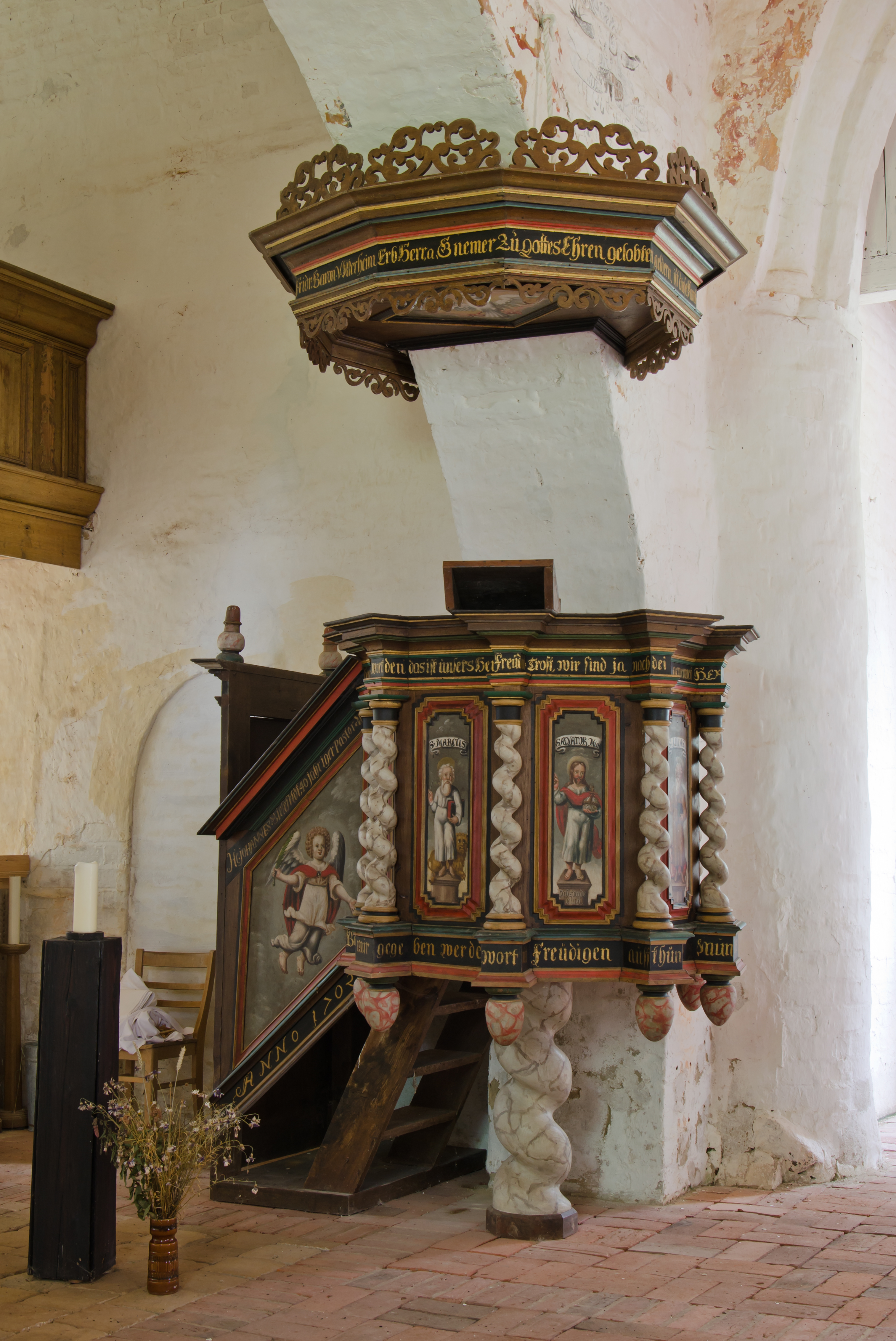
Kanzel
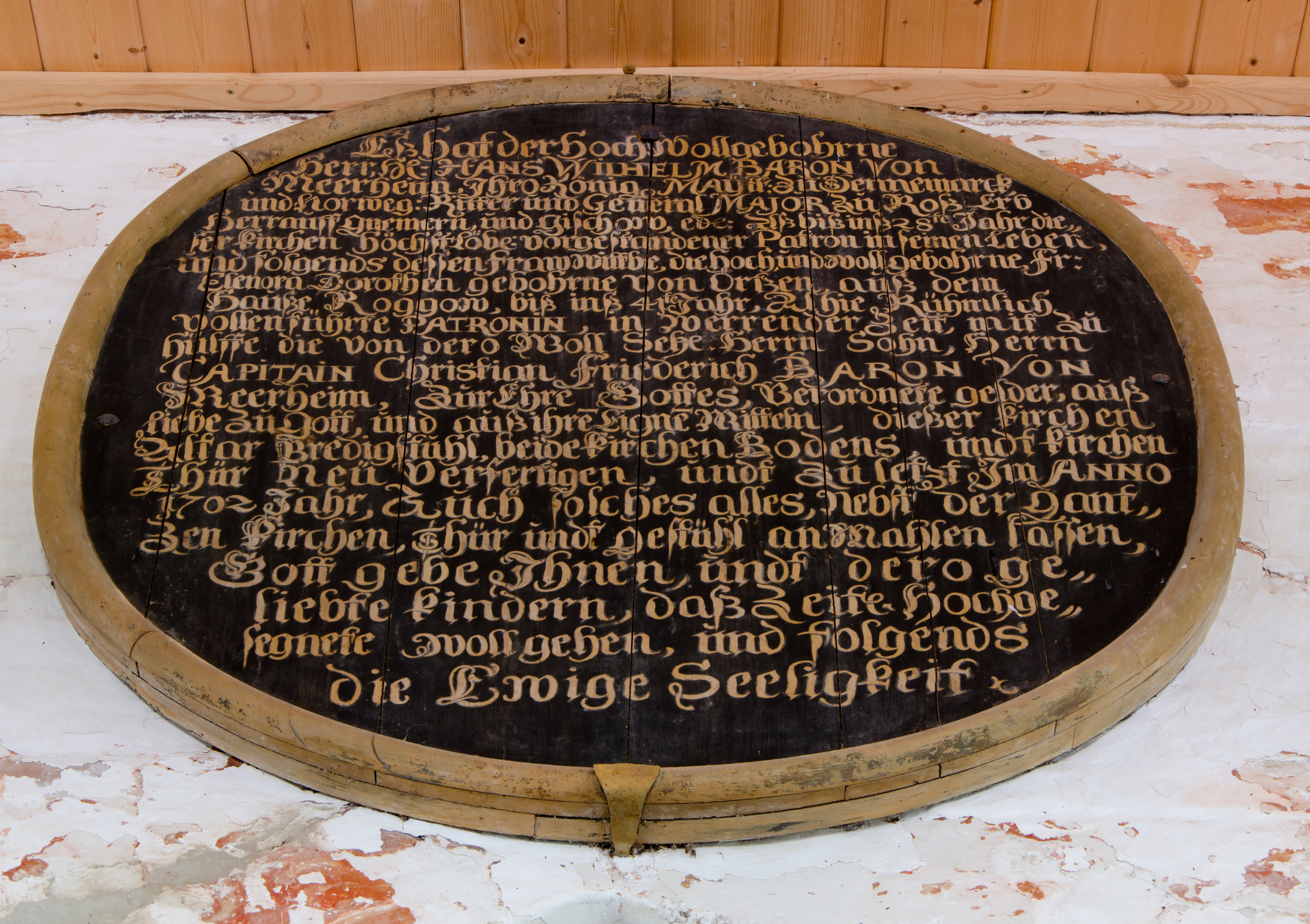
Erinnerungstafel

Hans Wilhelm und Eleonore Dorothea von Meerheimb hatten zehn Kinder, sieben Söhne und drei Töchter. Nach dem Tod ihres Mannes verwaltete Eleonore Dorothea mit großer Umsicht das Vermögen für die Kinder und vermehrte es noch. 1695 konnte sie das Gut Wokrent erwerben, das bis 1945 im Eigentum der Familie blieb. Die Tochter Eva Sabina heiratete den königlich dänischen Brigadier Otto von Vietinghoff (1643–1693) auf Reetz, heute Reez, Gemeinde Dummerstorf, und wurde in der Dorfkirche Kavelstorf begraben. Zwei Söhne starben schon im Kindesalter, Christian Friedrich starb 1701, Hans Wilhelm und Christian 1703. Die zwei zuletzt überlebenden Söhne, Helmuth Joachim auf Wokrent und Jaspar Wilhelm (1665–1731) auf Gnemern, wurden 1727 auf dem Landtag in Malchin in die mecklenburgische Ritterschaft aufgenommen.

## Auszeichnungen
- Dannebrogorden, Ritter (49. Verleihung am 23. September 1683, in Rendsburg)[10]